# Fagrahlíð
Fagrahlíð är ett berg i republiken Island. Det ligger i regionen Suðurland, 120 km nordost om huvudstaden Reykjavík. Toppen på Fagrahlíð är 891 meter över havet.
Trakten runt Fagrahlíð är nära nog obefolkad, med mindre än två invånare per kvadratkilometer. Det finns inga samhällen i närheten. Trakten runt Fagrahlíð är permanent täckt av is och snö.